# 1. Deutscher Katholikentag
Der 1. Deutsche Katholikentag fand vom 3. Oktober bis zum 6. Oktober 1848 in Mainz als erste Generalversammlung der Katholischen Vereine Deutschlands statt.

## Vorgeschichte
Der Katholikentag war inspiriert von der Demonstration des Glaubens im Jahr 1844, als aus ganz Deutschland eine Million Pilger zur Ausstellung des heiligen Rocks nach Trier kamen. Die Teilnehmer nahmen die bürgerlich-demokratische Revolution ab März 1848 positiv wahr, obwohl Papst Gregor XVI. demokratische Freiheiten in seiner Enzyklika Mirari vos 1831 als „geradezu pesthaften Irrtum“ verurteilt hatte. Sie verstanden das Treffen aber auch als Gegenreaktion zur Unterdrückung der katholischen Bevölkerung durch die protestantischen Regierungen seit dem Wiener Kongress 1814–1815. Schon seit 1837 hatte sich eine katholische Bewegung gegen staatliche Willkür im stark protestantisch geprägten Preußen formiert. Die Demokratiebewegung bot neue Chancen. Deshalb gründete der Mainzer Domkapitular Adam Franz Lennig am 23. März 1848 in Mainz den ersten Pius-Verein für religiöse Freiheit, dem deutschlandweit schnell hunderte weitere folgten. Während des Kölner Dombaufestes im August 1848 wurde dann beschlossen, eine Dachorganisation zu gründen.

## Ablauf
Der 1. Deutsche Katholikentag war eine reine Delegierten-Versammlung von Piusvereinen, zu der 87 Vereinsabgeordnete sowie rund weitere 100 Geistliche und Laienteilnehmer kamen und aus der der Katholische Verein Deutschlands, später Zentralkomitee der deutschen Katholiken (ZdK), hervorging. Politische und soziale Themen des Treffens 1848 waren vor allem Fragen der Religions- und Gewissensfreiheit, Unabhängigkeit der Religion und der Kirche vom Staat, Freiheit aller religiösen Assoziationen und die Bekämpfung der sozialen Leiden des Volkes.
Von 1848 an wurde fast jedes Jahr ein Katholikentag in Deutschland veranstaltet. 1849 gab es sogar zwei in einem Jahr, in Breslau und in Regensburg. Seit 1950 haben die Katholikentage einen zweijährigen Turnus.